# Mopti
Mopti (pronunciado Mohti) es una ciudad en la confluencia del río Níger y el río Bani en Malí, entre Tombuctú y Segú. La ciudad se ubica sobre tres islas unidas por diques: la Ciudad Nueva, la Ciudad Vieja y Medina Coura. Como resultado de lo anterior, se la conoce en ocasiones como la "Venecia de Malí".

## Historia
La ciudad de Mopti deriva su nombre de la palabra fulani para "reunión". Las islas han estado habitadas desde hace mucho tiempo, pero Mopti solo fue fundada en el siglo XIX como parte del Imperio Massina, convirtiéndose más tarde en una base de El Hadj Umar Tall.  Durante la dominación francesa, Mopti se hizo conocida por su industria de pluma de Ardeidae.
Como consecuencia de la escasez de tierra disponible, Mopti está muy densamente construida en comparación con la mayoría de las ciudades de Malí, conteniendo multitud de edificios de muchos pisos y calles estrechas. Originalmente, las islas eran mucho más pequeñas de lo que lo son en la actualidad. Tras ser unidas por diques, las áreas alrededor y entre las islas naturales se han ido llenando progresivamente, a lo que ha contribuido el vertido de basura de los hogares, un proceso que todavía continúa en zonas como por ejemplo el lado oeste de la Ciudad Vieja
Mopti es la capital de la quinta región administrativa de Malí, la Región de Mopti.
En 2002, Mopti fue una de las ciudades de Malí que acogió el torneo de la Copa de África de Naciones. Un gran y moderno estadio fue construido al objeto.
Amadou Toumani Touré, expresidente de Malí, es nativo de Mopti.

## Industria

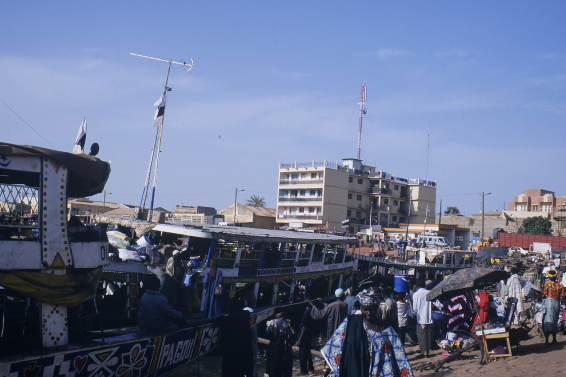
Puerto de Mopti.

Mopti es el centro comercial regional y puerto más importante de Malí. Los mercados alrededor de su bahía venden sal del Sáhara, entre otros bienes. La pesca, la ganadería y la agricultura (en especial la producción de arroz) también son importantes para la economía local.

### Industria turística
Mopti es popular entre los turistas, gracias a su puerto activo, su mezquita y, cruzando el Río Níger, sus pequeñas aldeas de pescadores. Las principales atracciones de Mopti incluyen la Gran Mezquita de Mopti y el cercano País Dogón.

## Transporte
Existen ferris que conectan Mopti con Tombuctú, Gao, Kulikoró y Djenné. Un paso elevado conecta la ciudad con Sévaré, donde se ubica actualmente el aeropuerto de Mopti.

## Cultura
La ciudad fue objeto de la película documental, de 1999, L'Esprit de Mopti.

## Clima
La ciudad se ubica cerca de la frontera sur de la región del Sahel, siendo el clima caluroso y seco durante buena parte del año. Prácticamente toda las precipitaciones tienen lugar durante los meses de junio a septiembre. La temperatura media máxima en los meses más calurosos del año, abril y mayo, exceden de 40 °C. Las temperaturas son más frías, aunque todavía muy cálidas, entre los meses de junio a septiembre, cuando prácticamente cae toda la lluvia del año. Solo durante los meses de invierno, de diciembre a enero, las temperaturas medias caen por debajo de 32 °C.